# Fender Mustang
La Mustang es un modelo de guitarra eléctrica fabricada por la compañía Fender y entró al mercado el año 1964, siendo el resultado del rediseño de las Musicmaster y Duo-Sonic. Se fabricó hasta el año 1982 y se reeditó en 1990. Durante los años 1990 la Fender Mustang fue muy usada por los músicos de rock alternativo, guitarras que generalmente eran de corta escala.
La guitarra consta de 2 pastillas single coil, con una inusual configuración, ya que tenía un singular trémolo que sólo compartiría con su derivado: la Jag-Stang. Leo Fender creó esta guitarra económica especialmente para los estudiantes avanzados y diseñó este tremolo especial para satisfacer dicho propósito.
Su cuerpo similar a la Jazzmaster, pero en general siguió el estilo de la Musicmaster II y la Duo-Sonic II. También se observan semejanzas con la Stratocaster excepto por el estilo de la forma. La Stratocaster es más "redonda" y la Mustang más "alargada". Es una especie de híbrido entre la stratocaster y la telecaster
Al mismo tiempo que la guitarra Mustang apareciera en el mercado, Fender introdujo el Fender Mustang Bass. El modelo tenía las mismas características que la guitarra y por su tamaño de corta escala se hizo muy popular entre los bajistas que recién se iniciaban en este instrumento.
El año 1967 apareció otra variación de la Mustang, la Fender Bronco. Esta guitarra tenía el mismo cuerpo de la Mustang, con la diferencia que esta solo tenía una pastilla, como la Musicmaster. En 1968 se lanza una línea de "competición", con unas "bandas de carrera" pintadas a un costado, como un auto deportivo. Este diseño desaparece a mediados de los 70. 
También Kurt Cobain usó este modelo para la grabación del álbum de Nirvana, Nevermind, lanzado en 1991.                           
- Fender Mustang Bass